# Харрис, Ви Вилли
«Ви» Вилли Харрис (англ. Wee Willie Harris); полное имя Чарльз Вильям Харрис (англ. Charles William Harris); 25 марта 1933, Бермондси — 27 апреля 2023) — британский рок-н-ролльный певец и музыкант, прозванный «диким британским рокером» (англ. „British wild man of rock 'n' roll“). Другое прозвище, «коротышка» (англ. „wee“), получил за свой маленький рост (157 сантиметров).

## Карьера

### Начало
Вилли Харрис начинал свою карьеру в кафе «The 2 I’s» в лондонском районе Сохо, где в качестве пианиста выступал с Томми Стилом, Адамом Фейтом и другими. Возможно, что вместе с группой Тони Кромби он, в качестве вокалиста, записал песню «Teach You to Rock» ещё в 1956 году, хотя на пластинке на 78 об/мин этого не было указано.

### Записи и выступления
В конце 1950-х Вилли Харрис стал популярным участником телевизионных программ и живых концертов после того, как в ноябре 1957 года был приглашен продюсером Джеком Гудом в телевизионную передачу «Six-Five Special». Его появление в этой передаче вызвало разговоры в прессе о том, что Би-би-си потакает подростковому декадентству.
Вилли Харрис стал известен своей безудержной энергией, разноцветной прической (он красил волосы в оранжевый, зелёный, розовый цвет), длинными пиджаками, узкими брюками и большим галстуком-бабочкой в горошек. Один критик написал: «Он крутился как колесо фейерверка, издавал рычание, визжание и то, что звучит как глубокая икота».
Первый сингл Вилли Харриса с песней «Rockin' at the 2 I’s» вышел на лейбле Decca в декабре 1957 год. За этим последовали ещё несколько дисков, но ни один из них не достиг чартов.
Когда Вилли Харрис приехал в 1958 году в Ливерпуль, Пол Маккартни и Джон Леннон отстояли большую очередь за его автографом. Вилли Харрис также выступал c американскими рокерами: Бадди Холли и Джином Винсентом.
В мае 1960 года Вилли Харрис выступал в британском турне Конвея Твитти, Фредди Кэннона и Джонни Престона. В 1960-х годах записывался на лейблах HMV, Polydor и Parlophone, и продолжил выступать в Великобритании, а также в Израиле, Испании, Южной Америке (в 1963 году) и на круизных теплоходах.
Вилли Харрис вернулся на сцену в конце 1970-х на волне возвращения популярности рок-н-ролла.

### XXI век
В 2003 году Вилли Харрис вместе с группой Alabama Slammers записал и выпустил альбом Rag Moppin'.
В 2005 году появился в качестве таинственного гостя в развлекательной телевизионной программе «Never Mind the Buzzcocks», и легко был узнан.
В 2011 году принял участие в документальном телевизионном проекте «Reel History of Britain», где рассказал о рок-н-ролле в Великобритании.
Весной 2012 года в «The Cinema Musieum» состоялась презентация документального фильма «Wee Willie Harris Still Rockin'», в котором Вилли Харрис рассказывает о своей жизни в Бердмонси, о годах второй мировой войны, выступлениях в конкурсах талантов и как его заметили в 1957 году; как он стал панк-рокером, раскрашивая свои волосы у парикмахера на Кеннингтон роуд, о выступлениях в передачах «Six-Five Special» и многом другом. На показе присутствовал сам Вилли Харрис с семьёй и друзьями.
Умер 27 апреля 2023 года в возрасте 90 лет.

## Дискография

### Синглы
- Rockin' at the 2 I’s / Back to School Again (Decca, 1957)
- Love Bug Crawl / Rosie Lee (Decca, 1958)
- Got a Match? / No Chemise, Please! (Decca, 1958)
- Wild One / Little Bitty Girl (Decca, 1960)
- You Must Be Joking / Better to Have Loved (HMV, 1963)
- Listen to the River Roll Along / Try Moving Baby (Polydor, 1966)
- Someone’s In the Kitchen With Diana / Walk With Peter and Paul (Parlophone, 1966)
- Together / Rock 'n' Roll Jamboree (Decca, 1974)

### Миньоны
- Rocking With Wee Willie (Decca, 1958)
- I Go Ape (Arton, 1960)

### Альбомы
- I Go Ape (Arton, 1962)
- Twenty Reasons To Be Cheerful (Fury, 2000)
- Rag Moppin' (Pollytone, 2003)

## Факты
- На одном из ранних концертов, в самом конце выступления, у Клиффа Ричарда почти пропал голос. Он попросил Вилли Харриса (он и группа Тони Кромби участвовали в том же концерте) помочь. И пока Клифф Ричард открывал рот на сцене, за сценическими кулисами за него пел Вилли Харрис. Концерт закончился удачно[13].
- Весной 1964 года на разогреве у Вилли Харриса в Лондоне играла молодая группа The Who[14].